# Лейтан, Юрий
Юрий Лейтан (эст. Juri Leitan; 23 августа 1977, Таллин) — эстонский футболист, защитник.

## Биография
Начинал взрослую карьеру в клубах низших лиг Эстонии КСК и «Валль» (Таллин). Летом 1996 года перешёл в «Таллинна Садам». Дебютный матч в высшем дивизионе Эстонии сыграл 12 июля 1996 года против «Марлекора», заменив в перерыве Владимира Урюпина. В осенней части сезона 1996/97 сыграл 5 матчей, затем вернулся в «Валль».
В 1998 году перешёл в «Левадию» (Маарду), в том же году в коротком осеннем сезоне стал победителем первой лиги Эстонии. Следующие три года выступал за «Левадию» в высшей лиге, становился чемпионом (1999, 2000) и бронзовым призёром чемпионата (2001), обладателем Кубка (1999, 2000) и Суперкубка Эстонии (1999, 2000, 2001). Сыграл 6 матчей в еврокубках. В 2002 году переведён во вторую команду «Левадии», также выступавшую в высшей лиге. Стал обладателем Кубка Эстонии 2002 года, в финале второй состав «Левадии» обыграл свою основную команду.
В 2004 году, после того как вторая команда «Левадии» была переведена в первую лигу, футболист перешёл в «Меркуур» (Тарту) и выступал за него два сезона. В конце карьеры играл в третьем дивизионе за таллинский «Арарат».
Всего в высшем дивизионе Эстонии провёл 148 матчей и забил 3 гола.

## Личная жизнь
Брат Виталий (род. 1978) также был футболистом.